# Federazione Nazionale dei Cavalieri del Lavoro
La federazione Nazionale dei Cavalieri del Lavoro è un ente che riunisce tutti i Cavalieri del Lavoro che, insigniti dal Presidente della Repubblica dell’Ordine al Merito del Lavoro, decidono di aderirvi.

## Storia
La prima riunione dei Cavalieri del Lavoro si tenne a Roma il 19 aprile 1903. L’esigenza di fondare un organo sociale che cementasse i rapporti fra gli insigniti dell’onorificenza fu ripresa nel 1911 a Torino, in occasione del primo congresso nazionale dei Cavalieri del Lavoro.
L’Associazione dei Cavalieri del Lavoro nacque ufficialmente nel dicembre 1914, in occasione del secondo congresso nazionale, a Roma. L’Associazione venne trasformata in Federazione nel 1922.
Il 23 marzo 1925, con la pubblicazione di un apposito decreto, la Federazione divenne un ente morale.

## Attività
La Federazione si dedica alla formazione livello universitario con il premio “Alfieri del Lavoro” e con il Collegio Universitario dei Cavalieri del Lavoro Lamaro Pozzani. 

## Organizzazione
La Federazione è guidata da un presidente, eletto ogni tre anni. È affiancato da un Consiglio direttivo composto da 20 membri: il Presidente, il Tesoriere e 18 Consiglieri. È invitato permanente al Consiglio Direttivo il Past President.
L'attuale presidente è Maurizio Sella.
La Federazione Nazionale dei Cavalieri del Lavoro è suddivisa in nove gruppi regionali così suddivisi:
- Gruppo Triveneto: Veneto, Friuli-Venezia Giulia e Trentino-Alto Adige
- Gruppo Lombardo: Lombardia
- Gruppo Emiliano Romagnolo: Emilia-Romagna
- Gruppo Piemontese: Piemonte Valle d'Aosta
- Gruppo Ligure: Liguria
- Gruppo Toscano: Toscana
- Gruppo Centrale: Lazio, Umbria, Marche, Molise, Sardegna e Abruzzo
- Gruppo Siciliano: Sicilia
- Gruppo Mezzogiorno: Basilicata, Campania, Calabria e Puglia

## Presidenti della Federazione nazionale Cavalieri del Lavoro
| Nº | Presidente                 | Presidente      |
| -- | -------------------------- | --------------- |
| 1  | Raffaele Cappelli          | 1915 - 1915     |
| 2  | Teofilo Rossi di Montelera | 1917 - 1917     |
| 3  | Ercole Antico              | 1919 - 1923     |
| 4  | Giovanni Raineri           | 1923 - 1944     |
| 5  | Enrico Pozzani             | 1946 - 1966     |
| 6  | Furio Cicogna              | 1966 - 1973     |
| 7  | Bruno Velani               | 1973 - 1981     |
| 8  | Alfredo Diana              | 1981 - 2001     |
| 9  | Mario Federici             | 2001 - 2007     |
| 10 | Benito Benedini            | 2007 - 2013     |
| 11 | Antonio D'Amato            | 2013 - 2019     |
| 12 | Maurizio Sella             | 2019 - presente |